# ともさかりえ
ともさか りえ（1979年10月12日 - ） は、日本の女優、歌手。東京都三鷹市出身。出生は長野県長野市。イトーカンパニー所属。

## 来歴
1992年、12歳の時にトヨタ・エスティマのCMで芸能界デビュー。本格的なテレビドラマのデビューは、同年6月放送のNHKの『コラ!なんばしよっと』。翌1993年放送のフジテレビ系ドラマ『素晴らしきかな人生』で注目を集める。
1995年、日本テレビ系ドラマ『金田一少年の事件簿』のヒロイン・七瀬美雪役で一躍脚光を浴び、名前が全国区となる。また、テレビアニメ版『金田一少年の事件簿』の第1シーズン（1997年）のエンディングテーマも担当した。
1996年、メニコン「ソフトS」のCMソング「エスカレーション」で歌手デビューし、約25万枚のヒットとなる。同年から1997年にかけ、さかともえり名義でも「好きになったらキリンレモン」「どっちでもIN」などのシングルをリリースする。
1996年、ぼくたちの映画シリーズ『友子の場合』で映画初主演。主題歌も担当した。
1997年、日本テレビ系ドラマ『FiVE』で連続ドラマ初主演。同年10月から1998年3月まで、日本テレビ系で自身の冠番組である『ともさか家の憂鬱』が放送された。
1999年10月、雑誌インタビュー記事において拒食症であったことを告白、精神不安や栄養失調、重度のう蝕などの過去も語った。
2006年6月に公式ブログである「ともさかりえのオフィシャルブログ」を開設し、子供のことや食べ物のことなどを紹介する。2007年9月には月間ページビューで約3000万件を記録、BLOG of the year 2007を女性タレント・女優部門にて受賞する。
2009年、音楽活動を一時的に再開し、10年ぶりのオリジナルアルバム『トリドリ。』を発売。
2010年、映画『ちょんまげぷりん』での演技により、第35回報知映画賞助演女優賞を受賞した。

## 私生活
2003年4月、23歳の時に舞台演出家で俳優の河原雅彦と結婚。2004年10月、25歳で第1子（長男）を自宅出産。2008年12月31日に河原雅彦と“大好きでいるため”に離婚したことをブログで発表。
2011年6月27日、映画『アブラクサスの祭』での共演をきっかけに交際を続けていたシンガーソングライターのスネオヘアーと2度目の結婚をしたものの、2016年末に離婚。ともさかは2度目の離婚となる。
2022年12月25日、編集者男性と3度目の結婚をしたことを発表。

## 人物
- 堀越高等学校卒業[11]、帝京大学文学部中退。
- 堀越高校時代の同級生には堂本剛、山口紗弥加、佐藤仁美、水樹奈々らがいる[12]。
- ともさかの楽曲提供も行った椎名林檎とはお互いが独身の時から交流があり、現在も会えば子供の話や子供の進路についてなどを語り合うママ友の関係である[13]。
- 趣味は料理、ショッピング、特技はスキー。
- shimura xの第11回によると石橋凌のファン
- 好きな食べ物は白いご飯とグレープフルーツなどの柑橘類[14]。嫌いな食べ物は煎りぎんなん[15]、ピータン[16]、てびち[17]、伊達巻[18]。

## 出演

### テレビドラマ
- コラ! なんばしょっと（1992年6月15日 - 7月8日、NHK総合） - 宮田早苗 役
- 腕におぼえあり 第3シリーズ 第8話（1993年、NHK総合） - 鶴姫 役
- 素晴らしきかな人生（1993年7月1日 - 9月16日、フジテレビ） - 高畑（芝木）遥 役
- 仰げば尊し「第1話 2年C組の奇跡」（1994年1月3日、フジテレビ） - 高井めぐみ 役
- 上を向いて歩こう!（1994年4月11日 - 6月27日、フジテレビ） - 伊藤瞳 役
- 或る少女の死まで（1994年8月16日、フジテレビ）
- 半熟卵（1994年10月21日 - 12月16日、フジテレビ） - 大場菜生 役
- 世にも奇妙な物語（フジテレビ）
  - 95'春の特別編・友子の長い朝（1995年） - 主演・田村友子 役
  - 95'秋の特別編・友子の長い夜（1995年） - 主演・田村友子 役
  - 01'秋の特別編・ママ新発売!（2001年） - 主演・サリー 役
  - 15周年の特別編・雨の訪問者（2006年） - 主演・朝野沙代子 役
  - 2012年春の特別編・7歳になったら（2012年） - 下平桂子 役
- 金田一少年の事件簿（1995年 - 1996年、日本テレビ） - 七瀬美雪 役（ヒロイン）
  - 金田一少年の事件簿 学園七不思議殺人事件（1995年4月8日）
  - 金田一少年の事件簿 第1シリーズ（1995年7月15日 - 9月16日）
  - 金田一少年の事件簿 雪夜叉伝説殺人事件（1995年12月30日）
  - 金田一少年の事件簿 第2シリーズ（1996年7月13日 - 9月14日）
- 日本一短い母への手紙2「第一話 新しい母へ」（1995年10月14日、日本テレビ） - 主演・美和 役
- 花嫁は16才!（1995年10月16日 - 12月18日、テレビ朝日） - 館野なつみ / 岩崎小百合 役（二役）
- クリスマスドラマスペシャル サンタが殺しにやって来た（1996年12月23日、 フジテレビ） - 主演・さやか 役
- FiVE（1997年4月19日 - 6月28日、日本テレビ） - 主演・滝川麻美 役
- 木曜の怪談'97・爆裂!分身娘（1997年、フジテレビ） - 主演・ユミ 役
- きらきらひかる 第6話（1998年、フジテレビ） - 竹内幸恵 役
- デジドラ・ワンシーン（1998年、テレビ東京） - りえ 役
- お嬢様は名探偵（1998年10月3日 - 17日、NHK総合、NHKドラマ館） - 主演・新妻千秋 役
- タブロイド（1998年10月14日 - 12月16日、フジテレビ） - 白河くるみ 役
- 春の惑星（1999年4月2日、TBS） - 中川美樹 役
- アフリカの夜（1999年4月15日 - 6月24日、フジテレビ） - 木村緑 役
- ヤマダ一家の辛抱（1999年10月17日 - 12月19日、TBS） - 山田由佳里 役
- SNOW DANCE ドリカム超満員コンサート爆破予告事件（2000年3月18日、日本テレビ） - 山口未来 役
- 君が教えてくれたこと（2000年4月13日 - 6月29日、TBS） - 主演・雨宮繭子 役
- 火消し屋小町（2000年12月26日、関西テレビ） - 主演・南夏子 役
- 大河ドラマ（NHK総合）
  - 北条時宗（2001年） - 祥子 役
  - 篤姫（2008年1月6日 - 2月14日） - お近 役
- 女子アナ。（2001年1月9日 - 3月20日、フジテレビ） - 香山万里子 役
- e's 危険な扉-愛を手錠で繋ぐ時- 第1話（2001年、テレビ朝日） - 坂木みどり 役
- 泥棒家族・第2弾前編（2001年4月11日、日本テレビ） - 長谷川典子 役
- 碧空のタンゴ（2001年8月10日、NHK総合） - 山中文子（次女） 役
- 救命病棟24時スペシャル2002（2002年1月1日、フジテレビ） - 花沢美奈子 役
- 東京ぬけ道ガール（2002年2月1日 - 22日、日本テレビ） - 主演・クミコ 役
  - 東京ぬけ道ガールリターンズ（2002年5月5日）
- 春ランマン（2002年4月9日 - 6月25日、フジテレビ） - 川崎あかね 役
- ロッカーのハナコさん（2002年8月26日 - 10月3日、NHK総合） - 主演・北浦華子 役
  - 帰ってきたロッカーのハナコさん（2003年10月6日 - 11月6日、NHK総合）
- 赤ひげ（2002年12月28日、フジテレビ） - おゆみ 役
- すいか（2003年7月12日 - 9月20日、日本テレビ） - 亀山絆 役
- 青×黒×白の女（2004年1月2・3日、テレビ東京） - 主演・青の女 - 三田 役 / 黒の女 - 佐藤（私立探偵） 役 / 白の女 - 亜紀子 役
- 丹下左膳 百万両の壺（2004年6月30日、日本テレビ） - 櫛まきお藤 役
- 新しい風（2004年4月15日 - 6月24日、TBS） - 主演・新見真子 役
- anego[アネゴ]（2005年4月20日 - 6月22日、日本テレビ） - 沢木絵里子 役
  - anego〜アネゴspecial〜（2005年12月28日）
- 上を向いて歩こう 坂本九物語（2005年8月21日、テレビ東京） - 柏木由紀子 役
- スタートライン〜涙のスプリンター〜（2005年12月17日、フジテレビ） - 水嶋響子 役
- 里見八犬伝（2006年1月2・3日、TBS） - 船虫 役
- 神はサイコロを振らない（2006年1月18日 - 3月15日、日本テレビ） - 竹林亜紀 役
- 恋のから騒ぎドラマスペシャル・十億の女（2006年9月26日、日本テレビ） - 主演・夏目静香役
- 東京ディズニーシー 5th Anniversary Cinema・Sea of Dreams 「Dream4 チップ&デールみたいに」（2006年、旅チャンネル） - 久留米美佳子 役
- 今週、妻が浮気します（2007年1月16日 - 3月27日、フジテレビ） - 泉玉子 役
- 帰ってきた時効警察 第4話（2007年、テレビ朝日） - スリープ玲子 役 ※ゲスト出演
- セクシーボイスアンドロボ 第8・9話（2007年、日本テレビ） - 絵美理 役 ※ゲスト出演
- 新マチベン 〜オトナの出番〜（2007年6月30日 - 8月4日、NHK総合） - 徳永奈央 役
- 暴れん坊ママ（2007年10月16日 - 12月18日、フジテレビ） - 北条翠子 役
- 氷の華（2008年9月6・7日、テレビ朝日） - 大塚美晴 役
- オー!マイ・ガール!!（2008年10月14日 - 12月9日、日本テレビ） - 安野真貴子 役
- ぼくの妹（2009年4月19・26日、TBS） - 桐原里子 役
- 木枯し紋次郎（2009年5月1日、フジテレビ） - おまん 役
- 東京DOGS（2009年10月19日 - 12月21日、フジテレビ） - 西岡ゆり 役
- 絶対零度〜未解決事件特命捜査〜 第10話（2010年6月15日、フジテレビ） - 樋口瑶子 役
- 天使のわけまえ（2010年7月6日 - 8月3日、NHK総合）- 芳村さくら 役
- 連続テレビ小説（NHK総合）
  - てっぱん（2010年9月27日 - 11月27日・2011年2月21日 - 2月24日） - 西尾冬美 役
  - 花子とアン（2014年3月31日 - 9月27日） - 富山タキ 役
  - あさが来たスピンオフ 割れ鍋にとじ蓋（2016年4月23日、NHK BSプレミアム） - サツキ 役
- 蝶々さん（2011年11月19日・26日、NHK総合） - 三浦絹 役
- 薄桜記（2012年7月13日 - 2012年9月21日、NHK BSプレミアム、BS時代劇） - お三 役
- 孤独のグルメ Season2 第9話 （2012年12月05日、テレビ東京） - 服部久美子 役
- 相棒 season11 第12話（2013年1月16日、テレビ朝日） - 山根みちる 役
- ラスト・ディナー 第4夜「True Heart」（2013年3月30日、NHK BSプレミアム、プレミアムよるドラマ） - 風間凛 役
- 真夜中のパン屋さん（2013年4月28日 - 6月16日、NHK BSプレミアム、プレミアムドラマ） - 篠崎律子 役
- 激流〜私を憶えていますか?〜（2013年6月25日 - 8月13日、NHK総合） - 秋芳美弥 役
- おやじの背中 第4話（2014年8月3日、TBS） - 麻倉加奈子 役
- ファーストクラス（2014年10月15日 - 12月24日、フジテレビ） - 多武峰凪子 役
- 結婚に一番近くて遠い女（2015年3月6日、日本テレビ） - 梅宮瞳 役
- LIVE!LOVE!SING! 生きて愛して歌うこと（2015年3月10日、NHK総合、特集ドラマ） - アスカ 役
- ヒガンバナ〜警視庁捜査七課〜 第1話（2016年1月13日、日本テレビ） - 唐島珠美 役
- 家売るオンナ 第5話（2016年8月10日、日本テレビ） - 日向詩文 役
- 地味にスゴイ! 校閲ガール・河野悦子 第2話（2016年10月12日、日本テレビ） - 小森谷亜季 役
- 青の時代 名曲ドラマシリーズ「モーニング娘。“LOVEマシーン”」（2017年3月26日、NHK BSプレミアム） - 愛沢知恵 役
- ブランケット・キャッツ 第3話（2017年7月7日、NHK） - 石田有希枝 役
- アシガール（2017年9月23日 -  12月16日、NHK総合） - 吉乃 役
  - アシガールSP 〜超時空ラブコメ再び〜（2018年12月24日、NHK総合）
- ぬけまいる〜女三人伊勢参り（2018年10月27日 - 12月22日、NHK総合） - お以乃 役[19]
- さすらい温泉♨遠藤憲一 第1話（2019年1月17日、テレビ東京） - 富永理恵 役[20]
- イノセンス 冤罪弁護士 第4話（2019年2月9日、日本テレビ） - 小笠原奈美 役
- 監察医 朝顔 第2シーズン 第2話・第4話 - 最終話（2020年11月9日・11月23日 - 2021年3月22日、フジテレビ） - 桑原忍 役[注 1][21][22]
  - 監察医 朝顔2025新春スペシャル（2025年1月3日、フジテレビ）[23]
- FM999 999WOMEN'S SONGS（2021年3月26日 - 、WOWOWオンデマンド・WOWOWプライム） - 泥棒猫の女 役
- 月曜プレミア8 横山秀夫サスペンス「第三の時効」（2021年11月29日、テレビ東京） - 本間ゆき絵 役[24][25]
- 忍者に結婚は難しい（2023年1月5日 - 3月16日、フジテレビ） - 月乃楓 役[26]
- 大河ドラマが生まれた日（2023年2月4日、NHK総合） - 淡島千景 役[27]
- それってパクリじゃないですか?（2023年4月12日 - 6月14日、日本テレビ） - 又坂市代 役[28]
- 湯遊ワンダーランド（2023年7月16日 - 10月1日、BSテレ東） - 主演・まんきつ 役[29]
- 作りたい女と食べたい女 シーズン2（2024年1月29日 - 2月29日、NHK総合） - 矢子可菜芽 役[30]
- くるり〜誰が私と恋をした?〜（2024年4月9日 - 6月18日、TBS） - 立川杏璃 役[31]
- 新宿野戦病院 第5話・第6話（2024年7月25日・8月7日、フジテレビ） - 荒井時江 役[32]
- 放送局占拠（2025年7月12日 - 、日本テレビ） - アマビエ / 津久見沙雪 役[33]

### 配信ドラマ
- モアザンワーズ/More Than Words（2022年9月16日、Amazon Prime Video） - 高木薫 役[34]

### 映画
- 友子の場合（1996年、東映、ぼくたちの映画シリーズ） - 主演・田村友子 役
- 金田一少年の事件簿 上海魚人伝説（1997年、東宝） - 七瀬美雪 役（ヒロイン）
- こちら葛飾区亀有公園前派出所 THE MOVIE（1999年、東宝） - 声優・星野リサ 役[35]
- センチメンタルシティマラソン（2000年、ギャガ） - 主演・マチネ／ソワレ 役
- クロエ（2001年、サンセントシネマワークス） - 主演・クロエ 役
- CROSS（2001年、アップリンク） - アナウンサー 役
- AIKI（2002年、日活） - サマ子 役
- 偶然にも最悪な少年（2003年、東映） - アベック女 役（特別出演）
- 1980（2003年、東京テアトル） - 主演・レイコ 役
- それいけ!アンパンマン ハピーの大冒険（2005年、東京テアトル・メディアボックス） - 声優・ハピー 役
- 次郎長三国志（2008年、角川） - おしま 役
- うた魂♪（2008年、日活） - 黒木杏子 役
- いけちゃんとぼく（2009年、角川） - 美津子 役
- ちょんまげぷりん（2010年、ジェイ・ストーム） - ひろ子 役
- アブラクサスの祭（2010年、ビターズ・エンド） - 多恵 役
- イトーチューブ Short Movie Collection「女優 T」（2011年、アルゴ・ピクチャーズ）
- ハイザイ 神様の言うとおり（2012年、アルゴ・ピクチャーズ） - 深谷 役
- 100回泣くこと（2013年6月、ショウゲート） - 中村夏子 役
- 脳内ポイズンベリー（2015年、東宝） - 山崎みほこ 役
- オー・マイ・ゼット!（2016年、クロックワークス） - 花田恭子 役
- PとJK（2017年、松竹） - 本谷陽子 役[36]
- SUNNY 強い気持ち・強い愛（2018年、東宝） - 心 役[37]
- 貞子（2019年、KADOKAWA） - 祖父江初子 役[38]
- mellow（2020年、関西テレビ / ポニー・キャニオン） - 青木麻里子 役
- 酔うと化け物になる父がつらい（2020年、ファントム・フィルム） - 田所サエコ 役[39]
- 四月になれば彼女は（2024年3月22日、東宝） - 小泉奈々 役[40]

### 舞台
- ガリレオ物語（1992年）
- 犬を使う女〜スター誕生より〜（1999年）
- トランス（2000年）
- SLAP STICKS（2003年）
- シス・カンパニー公演「ヴァージニアウルフなんてこわくない?」（2006年6月5日 - 30日、シアターコクーン） - ハネー 役
- M&O plays プロデュース「まどろみ」（2008年5月15日 - 25日、あうるすぽっと、脚本・演出：倉持裕） - 主演：トツミ 役
- パルコプロデュース LOVE30 Vol.3「しゃぼん」（2009年6月 - 7月、PARCO劇場 他、作：藤本有紀）
- ネジと紙幣 based on 女殺油地獄（2009年9月17日-27日、天王洲 銀河劇場）
- M&O plays プロデュース「鎌塚氏、放り投げる」（2011年5月12日 - 28日、本多劇場、脚本・演出：倉持裕） - 上見ケシキ 役
- M&O plays プロデュース「鎌塚氏、振り下ろす」（2014年7月4日 - 8月9日、広島、東京、名古屋、大阪、静岡、島根、広島で全30回公演　脚本・演出:倉持裕） - 上見ケシキ 役
- ミュージカル『衛生』〜リズム＆バキューム〜（2021年7月9日 - 25日、TBS赤坂ACTシアター／7月30日 - 8月1日、オリックス劇場／8月9日 - 11日、久留米シティプラザ）
- KERA・MAP#010『しびれ雲』（2022年11月6日 - 12月4日 下北沢 本多劇場、12月8日 - 11日、兵庫県立芸術文化センター 阪急 中ホール、12月17日 - 18日 北九州芸術劇場 中劇場、12月24日 - 25日 りゅーとぴあ 新潟市民芸術文化会館・劇場）[41]
- M&O plays プロデュース「鎌塚氏、震え上がる」 (2025年3 - 4月、世田谷パブリックシアター)  - 上見ケシキ 役 [42]

### バラエティ番組 ほか
- とんねるずのみなさんのおかげです（フジテレビ）準レギュラー
- ともさか家の憂鬱（1997年 - 1998年、日本テレビ）冠番組
- 中居正広の金曜日のスマたちへ（TBS）女って怖いんですよキャンペーン（ショートドラマ）RIE
- 祝女〜shukujo〜（シーズン1）（2010年1月 - 3月、NHK総合）レギュラー
  - 祝女〜shukujo〜（シーズン2）（2010年9月 - 2011年3月、NHK総合）
  - 祝女〜shukujo〜（シーズン3）（2011年10月 - 2012年2月、NHK総合）
- ザ・プライムショー（2011年10月 - 2012年9月 、WOWOW）水曜キャスター
- ぬけまいると伊勢旅完全ガイド（2018年12月9日、NHK総合）
- オンナの出口調査（2022年5月5日、フジテレビ）MC
- 美食ファンファーレ（2023年1月5日、フジテレビ）

### ラジオ
- ともさかりえ き・も・ちSカレーション（TOKYO FM）
- とことんともさか主義（bayfm）
- DOCOMO シーソーメール〜SHE SAW MAIL〜 シーズン5（2010年12月 TOKYO FM） - 弦巻ちとせ 役

### CM
- トヨタ自動車「エスティマ エミーナ/ルシーダ」（1992年）
- 京セラ「8ミリビデオカメラ」（1992年 - 1993年）
- 日清製油（1993年 - 1994年）
- 日本著作権協会（1993年 - 1994年）
- 池田模範堂 「ムシペールα」（1993年）
- 三菱鉛筆 「ケルサ」（1993年）
- 森永製菓
  - 「小枝アイスクリーム」（1993年 - 1995年）
  - 「フィンガーチョコ」（1995年 - 1998年）
  - 「こんがりショコラ」（1995年 - 1998年）
- パルコ（1993年）
- ECC（1994年 - 1997年）
- 資生堂
  - 「エルセリエ」（1994年 - 1998年）
  - 「ラステア」（1997年 - 1998年）
  - 「化粧惑星」（2001年）
- NEC 「文豪MINI」（1994年）
- 東京ますいわ屋（1994年 - 1995年）
- 大塚食品
  - 「ボンカレー」（1994年 - 1998年）
  - 「あ!あれたべよ」（1995年 - 2000年）
- メニコン 「ソフトコンタクトレンズ」（1996年 - 1999年）
- ローソン（1996年）
- 富士フイルム 「AXIA」（1996年 - 1997年）
- キリンビバレッジ 「キリンレモン」（1996年 - 1997年）
- カゴメ「野菜生活」（1997年 - 1998年）
- 東京ニュース通信社 「TVガイド」（1997年 - 1998年）
- 日本移動通信 「IDO」（1997年 - 1999年）
- ダスキン（1998年）
- 日野自動車 「デュトロ」（1999年 - 2004年）
- ポッカ 「キレートレモン」（2002年 - 2003年）
- 花王ビオレ「洗顔フォーム・ふきとりコットン」（2003年）
- 興和（2005年 - 2007年）
  - 「鼻炎ソフトミニカプセル」
  - 「IB透明カプセル」
- 白鶴酒造「まる」（2006年 - ）
- マルナカ（2008年 - ）
- ポーラデイリーコスメ「ピュアナチュラル」（2008年）
- 食料自給率向上に向けた国民運動「FOOD ACTION NIPPON」（2008年）
- すき家（2010年）

## ディスコグラフィ

### シングル
|                       | リリース日     | タイトル                   |
| 1st                   | 1996年4月10日  | エスカレーション           |
| さかともえり          | 1996年7月10日  | 好きになったらキリンレモン |
| 2nd                   | 1996年8月7日   | くしゃみ                   |
| さかともえり with BHB | 1996年10月25日 | どっちでもIN               |
| 3rd                   | 1997年2月19日  | 泣いちゃいそうよ           |
| 4th                   | 1997年5月16日  | 2人                        |
| Gonna be fun          | 1997年11月1日  | Birthday Party             |
| さかともえり          | 1997年8月8日   | 稲妻娘                     |
| 5th                   | 1998年5月13日  | 恋してる                   |
| 6th                   | 1998年8月26日  | 愛しい時                   |
| 7th                   | 1999年1月27日  | カプチーノ                 |
| 8th                   | 2000年6月21日  | 少女ロボット               |

### アルバム
|                   | リリース日     | タイトル                                |
| 1st               | 1997年4月16日  | un                                      |
| さかともえり      | 1997年12月22日 | さかさま                                |
| ライブ リミックス | 1998年3月18日  | Live&Remix Rie Tomosaka VS Eri Sakamoto |
| 2nd               | 1999年2月24日  | むらさき。                              |
| ベスト            | 1999年10月8日  | rie tomosaka best                       |
| ベスト            | 2000年         | DAISUKI!                                |
| 3rd               | 2009年6月24日  | トリドリ。                              |
| ベスト            | 2009年6月24日  | rie tomosaka best +3                    |

### 映像作品
| リリース日                                                 | タイトル                         |
| VHS 1996年12月                                             | 原色・ともさかりえ               |
| VHS 1997年4月16日 DVD 2007年3月14日                        | ともさかりえの頭の良くなるビデオ |
| VHS 1998年3月18日                                          | a rebours（アルブール）          |
| VHS 1999年10月8日 DVD 2007年3月14日 DVD再発 2008年11月12日 | rie tomosaka clips               |

### タイアップ
| 曲名                       | タイアップ                                                             |
| エスカレーション           | メニコン「ソフトS」CMソング                                            |
| 好きになったらキリンレモン | キリンビバレッジ「キリンレモン」CMソング                               |
| くしゃみ                   | 東映配給映画「友子の場合」主題歌                                       |
| どっちでもIN               | 富士写真フイルム「AXIA」CMソング                                       |
| 2人                        | 読売テレビ・日本テレビ系アニメ「金田一少年の事件簿」エンディングテーマ |
| Birthday Party             | フジテレビ系「ポンキッキーズ」ソング                                   |
| 稲妻娘                     | メニコン「ソフトS」CMソング                                            |
| 女に生まれて良かったー     | フジテレビ系ドラマ「木曜の怪談’97『爆烈!分身娘』」エンディングテーマ   |
| ロマンティックはどこへ?    | 日本テレビ系「ともさか家の憂鬱」エンディングテーマ                     |
| 恋してる                   | テレビ朝日系「やじうまワイド」テーマソング                             |
| カプチーノ                 | 日本テレビ系「TVおじゃまんボウ」エンディングテーマ                     |
| 少女ロボット               | 日本テレビ系「FUN」エンディングテーマ                                  |

## 書籍

### 写真集
| リリース日    | タイトル                               | 撮影     | 出版社       | ISBN                |
| 1996年2月     | ともさかりえ写真集『裸足の天使』       | 萩庭桂太 | ワニブックス | ISBN 978-4847024184 |
| 1998年4月     | ともさかりえの超オッケ→っすよ          | 宅間國博 | 祥伝社       | ISBN 978-4396810153 |
| 1998年9月     | ともさかりえ写真集『Feel』             | 薮下修   | ワニブックス | ISBN 978-4847025006 |
| 1999年1月11日 | 月刊 ともさかりえ                      | 平間至   | 新潮社       | ISBN 978-4107900562 |
| 2002年3月24日 | ともさかりえ写真集『投稿ともさか天国』 | 平間至   | ワニブックス | ISBN 978-4847027048 |

### エッセイ集
| リリース日     | タイトル                             | 出版社                             | ISBN                   |
| 2006年7月      | Mammaともさか にんぷちゃん編         | インデックス・コミュニケーションズ | ISBN 978-4757303874    |
| 2006年7月      | Mammaともさか こそだてちゃん編       | インデックス・コミュニケーションズ | ISBN 978-4757303881    |
| 2008年10月10日 | ともさかりえの徒然note               | 主婦と生活社                       | ISBN 978-4-391-13706-4 |
| 2009年2月20日  | ともさかりえのかわいいパリ、いろいろ | 朝日新聞出版                       | ISBN 9784022505361     |
| 2013年10月     | 中身                                 | 幻冬舎                             | ISBN 9784344024762     |
| 2015年12月25日 | オトナ時間。オンナ時間。             | マガジンハウス                     | ISBN 9784838727582     |

## 受賞歴
- 1995年度
  - 第33回ゴールデン・アロー賞 放送賞
- 1998年度
  - 第19回ザテレビジョンドラマアカデミー賞 助演女優賞（『タブロイド』）[43]
- 1999年度
  - 第37回ゴールデン・アロー賞 新人賞（演劇）
  - 第10回日本ジュエリーベストドレッサー賞 10代部門
- 2000年度
  - 第25回ザテレビジョンドラマアカデミー賞 主演女優賞（『君が教えてくれたこと』）[44]
- 2007年度
  - BLOG of the year 2007 女性タレント・女優部門
- 2010年度
  - 第35回報知映画賞 助演女優賞（『ちょんまげぷりん』）